# Zygocera cuneata
Zygocera cuneata là một loài bọ cánh cứng trong họ Cerambycidae.